# Przedpełk (wojewoda)

Herb Łodzia

Przedpełk (zm. po 1273) – wojewoda poznański herbu Łodzia.

## Życiorys
Wywodził się z rodu Łodziów; jego ojcem był Hugo, który najprawdopodobniej popierał książąt śląskich Henryka Brodatego i Henryka Pobożnego, gdy walczyli oni z Władysławem Odonicem o tron wielkopolski. Henryk II nadał Przedpełkowi pięć wsi w Wielkopolsce i na pograniczu śląskim: Krosno, Trzebaw i Sowiniec k. Mosiny, Smolice i Sobiałkową Górę. Gdy Henryk zginął w 1241 pod Legnicą Przedpełk poparł synów Władysława Odonica Przemysła I i Bolesława Pobożnego. W swych najstarszym znanych do dziś dokumentach książęta ci potwierdzili wcześniejsze nadania dla Przedpełka.
W następnych latach Przedpełk najprawdopodobniej brał udział w akcji odzyskiwania południowej Wielkopolski od książąt śląskich. W kolejnych latach otrzymał wiele tytułów: 1244 roku został kasztelanem przemęckim, w 1245 – zbąszyńskim, w 1246 – gnieźnieńskim. W latach 1249/1250 Przemysł I przeniósł go na kasztelanię poznańską, a wiosną 1252 roku nadał mu urząd wojewody poznańskiego. Jako wojewoda Przedpełk często towarzyszył księciu i był oficjalnym świadkiem potwierdzającym wiele jego dokumentów, przykładowo, w 1253 roku przywileju lokacyjnego Poznania. Po śmierci Przemysła w 1257, Bolesław Pobożny utrzymał go na stanowisku wojewody. Wiadomo, że służył jeszcze Przemysłowi II, m.in. w 1272 roku uczestniczył w wyprawie przeciw Brandenburgii, podczas której Przemysł odzyskał Strzelce i Drezdenko (w ekspedycji tej brał też udział kasztelan kaliski Janko Zaremba). Nie jest znana dokładna data śmierci, ale prawdopodobnie nastąpiła niedługo po 22 sierpnia 1273 roku.
Imię żony Przedpełka nie zachowało się. Wśród jego synów byli: Wincenty (kanclerz wielkopolski i proboszcz poznański), Mirosław (podczaszy kaliski w 1282, podkomorzy gnieźnieński w 1288, od 1294 kasztelan bniński), Mikołaj Przedpełkowic, wojewoda kaliski, oraz Bodzęta i Jarosław.